# Oliver & Co.
Oliver & Co. er en amerikansk tegnefilm fra 1988, produceret af Walt Disney Feature Animation. Filmen havde premiere i biograferne i USA og Danmark den 18. november 1988. Det er den 27. animeret film af Disneys klassikere, og er inspireret af Charles Dickens' roman Oliver Twist fra 1846. Filmen handler om en ung kat og nogle hunde, den møder. Første gang, den blev udgivet på VHS-bånd i USA, var i 1996. Den blev udgivet i 2002 på DVD og igen i 2009.
De originale stemmer i filmen er blandt andre Joey Lawrence, Billy Joel, Richard Mulligan, Sheryl Lee Ralph, Cheech Marin, Roscoe Lee Browne og Bette Midler, mens Nikolaj Bohm, Michael Carøe, Tommy Kenter, Claus Ryskjær, Hanne Boel, Benny Hansen, Nis Bank-Mikkelsen, Thomas Eje, Poul Bundgaard, Kjeld Nørgaard, Lars Thiesgaard, Thomas Mørk, Kristine Nørgaard Sørensen og Lone Helmer har de danske.

## Handling
Oliver, en lille orange kattekilling, er hjemløs og sulten. Han stjæler sammen med hunden Smutter, pølser fra en pølsevogn. Sammen er de heldige, men Smutter har andre planer og forlader Oliver for at tage hjem til Fagin med pølserne for at dele den med sine venner: Chihuahua Speedy, Granddanoisen Einstein, Salukien Bella og bulldogen Frankie.
Oliver sniger sig også til, men bliver hurtigt opdaget af hundene.
Fagin, en uheldig lommetyv, kommer træt hjem og vil se hvad hundene har fundet til ham i løbet af dagen. Fagin bliver kaldt ind af den skrupelløse låne-haj Sykes, der vil have de penge Fagin lånte tilbage inden 3 dage, ellers bliver det værst for ham selv. Fagin vender tilbage til båden, hvor han fortæller hundene om det, og næste dag tager de til byen for at gå på rov, men Fagin har ikke det store held, så hundene beslutter at give en pote med. De får stoppet en limousine, og lokket chaufføren, Winston, ud for at stjæle bilradioen for at give den til Fagin. Speedy og Oliver hopper ind i bilen, men Speedy får stød af det elektriske system, mens den lille pige Jenny opdager Oliver og tager ham med hjem. Jenny er glad for den lille killing, men hendes Puddel Syzette kan ikke lide at skulle dele Jennys opmærksomhed med nogen, og hun prøver at slippe af med ham.
Kort tid efter kommer Fagins hunde og med hjælp fra Syzette lykkes det dem at få Oliver kidnappet med tilbage uvidende om, at han havde fundet et godt og trygt hjem. Fagin opdager Olivers nye kattetegn i guld, og sender et brev til adresse på tegnet om, at hvis de vil se Oliver igen, skal de betale løsepenge. Fagin tager derefter hen til Sykes for at fortælle ham om sin plan, der snart kan give ham hans penge tilbage. 
Om aftenen ankommer Jenny og Syzette til det aftalte sted, men da Fagin ser den lille pige med sin sparegris, får han dårlig samvittighed over, hvad han har gjort, og afleverer Oliver kvit og frit til Jenny. Dette er Sykes dog ikke glad for, da han så ikke får sine penge. Han kidnapper Jenny. Fagin, hans hunde og Syzette får befriet Jenny igen, men Sykes og hans onde dobermann, Rocky og Rambo, sætter efter dem. Det lykkes for Oliver & co. at nå op på Manhattan Bridge, hvor et tog kører ind i Sykes bil og dræber ham og hans hunde.
Næste dag fejrer Fagin og resten af gruppen Jennys fødselsdag hjemme hos hende til stor frustration for James, da de roder og ødelægger. Da forældrene ringer fra Rom for at fortælle, at de vender tilbage dagen efter, må han derfor tage kosten frem for fjerne sporene. 

## Rollerne
- Oliver* – Stemmen blev originalt lagt af skuespilleren Joey Lawrence, mens det på dansk er Nicolaj Bohm. Oliver er en lille sød orange kat, der brændende ønsker sit eget hjem. Men for at få det ønske opfyldt må han være modig og beslutsom.
- Smutter* – Får stemmen fra musikeren Billy Joel, og på dansk fra Michael Carøe. Smutter er et gadekryds, med en smule terrier i sig. Han er lederen i Fagins gruppe af hunde, og en casanova blandt hunhunde. Han er eventyrlysten, karismatisk og ejer ifølge ham selv ”gadetalent”.
- Fagin* – Originalt lægger skuespilleren Dom DeLuise stemmen til, mens i Danmark er det Tommy Kenter. Fagin er en lommetyv, der dog har hjertet på det rette sted. Han bor i en husbåd sammen med sin bande af hunde, der har mere held til at stjæle end ham selv.
- Jennifer ”Jenny” Foxworth* – Natalie Gregory lægger stemme til, mens Myhanh Tran synger. På dansk klarer Kristine Nørgaard Sørensen opgaven. Jenny er en lille pige med rige forældre, der rejser, og lader butleren Winston klare tingene hjemme. Hun ejer en forkælet puddel, Syzette, og da hun opdager Oliver tager hun ham øjeblikkelig til sig, da hun elsker dyr.
- Sykes* – Robert Loggia lagde oprindeligt stemme til Sykes i den engelske version, mens Nis Bank-Mikkelsen taler for ham i den danske version.
- Syzette * – Originalt lagde Bette Midler stemme til denne forkælede puddel, mens Lone Helmer gjorde det på dansk. I starten gør hun alt hvad hun kan for at fjerne Oliver, men til sidst bløder hendes hjerte dog op.
- Ignacio Alonzo Julio Federico de Tito * – Tito hedder chihuahuaen på engelsk og får stemme fra Cheech Marin, mens han på dansk hedder Speedy og stemmen lægges af Claus Ryskjær. Speedy er på trods af sin lille størrelse en meget temperamentsfuld hund, og falder hurtig for overklasse pudlen Syzette, men da følelserne bliver gengældt kommer han på andre tanker.
- Einstein* – Denne grå granddanois der, på trods af sit kloge navn, ikke er specielt klog får stemme af Richard Mulligan, og på dansk af Benny Hansen.
- Francis * – Originalt lægger Roscoe Lee Browne stemme til denne bulldog, mens Kjeld Nørgaard tager tjansen på dansk.
- Bella* – Den eneste hunhund i Fagins gruppe, og hun får originalt stemme fra Sheryl Lee Ralph, mens Ruth Pointer synger hendes sange. På dansk klarer sangerinden Hanne Boel begge opgaver.
- James * – Familien Foxworths trofaste butler får stemmen fra William Glover på engelsk, mens han på dansk får stemmen fra multikunsteren Thomas Eje
- Rocky og Rambo * – Er skurkens onde dobbermann og de får henholdsvis originalt stemmer fra Taurean Blacque og Carl Weintraub. På dansk klarer skuespillerne Lars Thiesgaard og Thomas Mørk opgaven.
- Louie * – Får på engelsk stemme fra Frank Welker, mens Poul Bundgaard gør det på dansk. Louie er pølsemanden, der er efter Oliver og Smutter da de stjæler pølser fra ham først i filmen.

## Soundtrack for udgivelsen I 1996
Ud af filmens mange sange, som forskellige kunstnere arbejdede på, synger killingen Oliver ingen.

### Engelske udgave
1. "Once Upon a Time in New York City – 
  -  Sunget af Huey Lewis; skrevet af Barry Mann og Howard Ashman
2. "Why Should I Worry? –
  - Sunget af Billy Joel; skrevet af Dan Hartman og Charlie Midnight
3. "Streets of Gold – 
  - Sunget af Ruth Pointer ; skrevet af Dean Pitchford og Tom Snow
4. "Perfect Isn't Easy –
  - Sunget af Bette Midler; skrevet af Barry Manilow, Jack Feldman og Bruce Sussman
5. "Good Company –
  -  Sunget af Myhanh Tran ; skrevet af Ron Rocha og Robert Minkoff
6. "Sykes –
  -  Instrumentalt
7. "Bedtime Story – 
  -  Instrumentalt
8. "The Rescue – 
  -  Instrumentalt
9. "Pursuit Through The Subway – 
  - Instrumentalt
10. "Buscando Guayaba – 
  - Sunget af Rubén Blades
11. "End Title – 
  -  Instrumentalt

### Danske udgave
1. "Eventyr i New York City –
  -  Sunget af Michael Falch
2. "Hva' sku jeg tud' for –
  - Sunget af Allan Mortensen
3. "Fede tider, mand! –
  - Sunget af Hanne Boel
4. "Helt perfekt er vansk'ligt –
  - Sunget af Lone Helmer
5. "En du ka' li' –
  - Sunget af Kristine Nørgaard Sørensen

## Priser
Filmen har vundet 3 priser. 
- Golden Globe Award for Best Original Song: For sangen “Why Should I Worry?”. På dansk “Hvad sku’ jeg tude for?”
- Young Artist Award: For bedste familie film
- Motion Picture Sound Editors: For bedste lyd